# Войтковяк, Гжегож
Гже́гож Войтко́вяк (пол. Grzegorz Wojtkowiak; 26 января 1984, Костшин-над-Одрой) — польский футболист, защитник. Выступал в сборной Польши.

## Карьера

### Клубная
Воспитанник футбольной школы клуба «Целлюлоза» (город Костшин-над-Одрой), в котором и начал свою карьеру. В межсезонье 2002/03 перешёл в состав «Амики», выступал в резервной команде клуба до сезона 2003/04, в основном составе провёл 33 игры. Вскоре перешёл в познанский «Лех», с которым попал в Кубок УЕФА и провёл в составе команды все 12 еврокубковых встреч. В мае 2009 года выиграл в составе клуба Кубок Польши, хотя в финале против «Руха» из Хожува не сыграл. Перед сезоном 2011/12 был назначен капитаном команды. 23 апреля 2012 подписал предварительное соглашение с «Мюнхеном 1860», соглашение вступило в силу после Евро-2012.

### В сборной

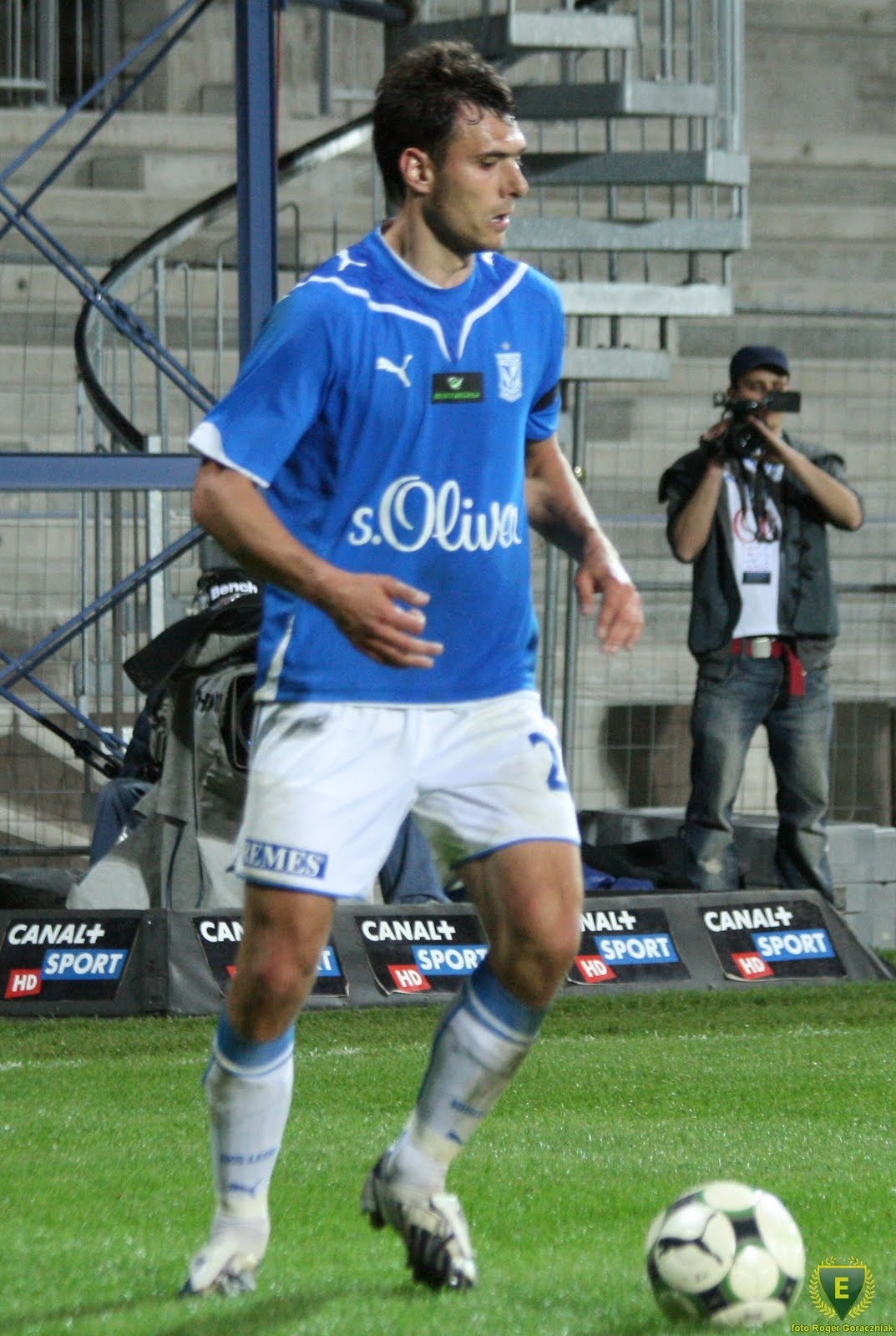
Гжегож Войтковяк в игре за «Лех»

Дебютировал в сборной 10 сентября 2008 в матче против сборной Сан-Марино. Перед Евро-2012 итого провёл 19 встреч, включён в заявку сборной Польши на чемпионат Европы.